# 라몬 고메스 데 라 세르나

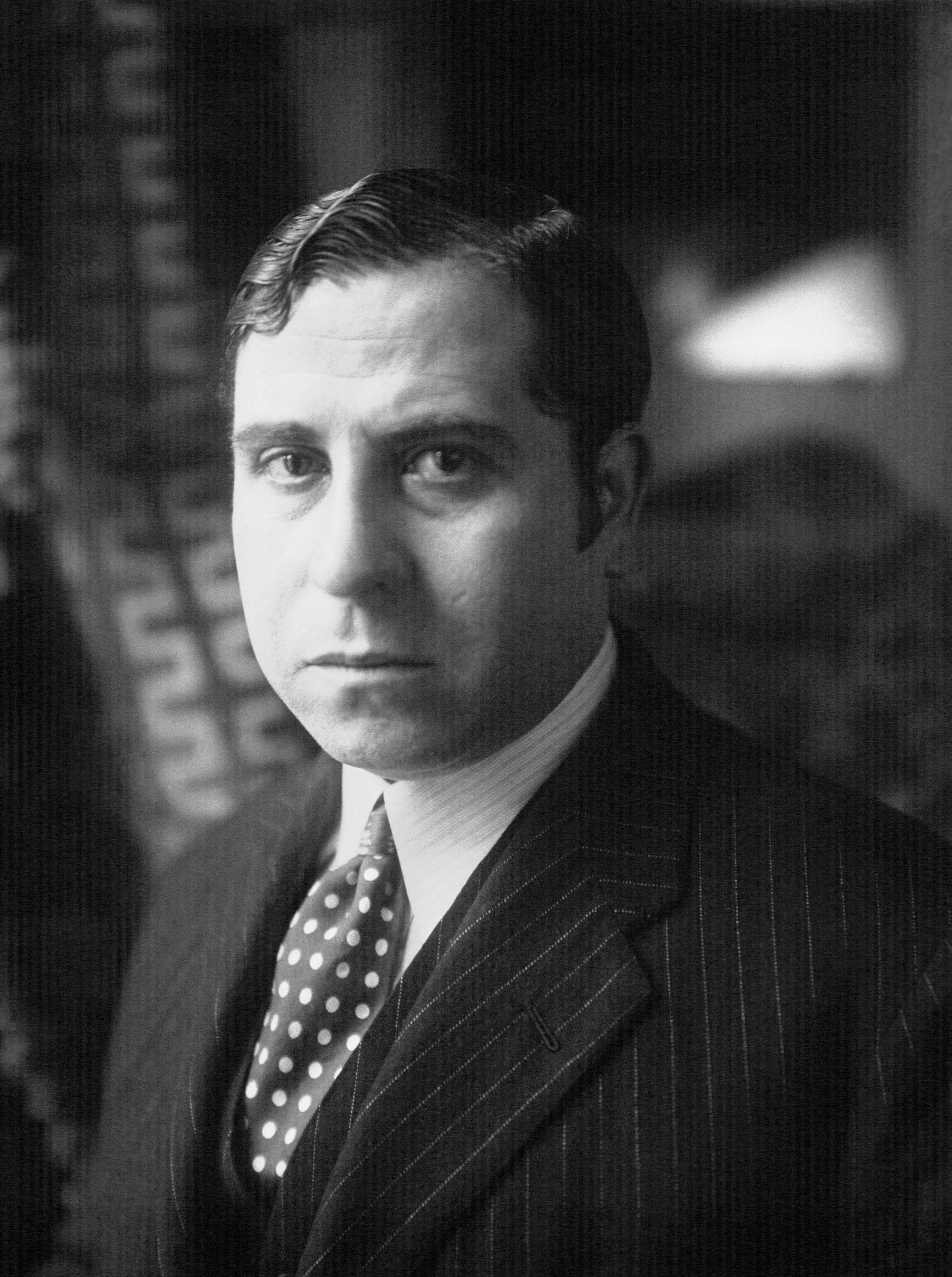

라몬 고메스 데 라 세르나(Ramón Gómez de la Serna 1888년 7월 3일 마드리드 ~ 1963년 1월 13일 부에노스아이레스)는 스페인의 작가, 극작가이다.

## 생애
스페인 마드리드에서 태어났으며 보통 ‘라몬’이라고 불린다. 그는 일생 동안 소설, 연극, 평론 등 여러 장르에 걸쳐 문학 활동을 전개했는데, 무엇보다 그에게 국제적인 명성을 가져다준 것은 1910년 무렵부터 시작한 ‘그레게리아’라는 단문으로 된 새로운 글쓰기를 통해서였다. 이 새로운 문학 형식은 오르테가 이 가세트가 ≪예술의 비인간화≫를 집필하는 데 영감을 주는 등 기존의 관습적인 사고를 뒤엎는 데 기여했으며, 그를 20세기 초반 스페인 아방가르드 운동의 선구자로 자리매김하게 했다.